# Catherine Breillat
Pour les articles homonymes, voir Breillat.
Catherine Breillat, née le 13 juillet 1948 à Bressuire (Deux-Sèvres), est une réalisatrice, scénariste et romancière française.

## Biographie

### Parcours
Fille de Marcel Breillat  (Auzay, 20 juillet 1918 — Nîmes, 30 mars 1989), médecin, et de Marie-Jeanne Meillan, Catherine Breillat a pour sœur aînée l'actrice Marie-Hélène Breillat. Elle publie en 1968 son premier roman L'Homme facile, interdit aux moins de 18 ans. Elle a été mariée quelques années avec François Wimille, cousin d'Inès de La Fressange et futur éditeur, fils du coureur automobile Jean-Pierre Wimille (1908-1949).
Elle étudie à l'Institut des hautes études cinématographiques (IDHEC).
En 1972, elle joue aux côtés de sa sœur dans Le Dernier Tango à Paris de Bernardo Bertolucci.
Au milieu des années 1970, en pleine vague du cinéma « X » et érotique, un producteur lui propose de réaliser un film à partir de son livre Le Soupirail. Le film, Une vraie jeune fille, qui contient des scènes pornographiques, ne sort pas en raison de la faillite de son producteur et du blocage de son distributeur Artédis pendant vingt ans.
Après un second film, Tapage nocturne, elle met sa carrière de réalisatrice entre parenthèses et se consacre à scénariser pour d'autres, notamment Maurice Pialat (Police).
Elle retourne à la réalisation avec 36 Fillette (également adapté d'un de ses romans) et Sale comme un ange (scénario refusé par Maurice Pialat). Appréciée par la critique mais inconnue du public, elle rencontre enfin le succès avec Parfait amour !, en 1996, suivi de Romance, en 1999.
Catherine Breillat a enseigné, notamment, à La Femis et à l'université Columbia.
Le 5 avril 2005, elle est victime d'une hémorragie cérébrale qui entraîne une paralysie du côté gauche. Après cinq mois d'hospitalisation et une lente rééducation, elle parvient à reprendre le travail et réalise Une vieille maîtresse, d'après Barbey d'Aurevilly. C'est l'un des trois films français de la sélection officielle du festival de Cannes 2007.
Catherine Breillat a également mis en images trois titres de la chanteuse Élodie Frégé : Je te dis non, issu de son premier opus, et, plus récemment, deux chansons de l'album Jeu des 7 erreurs, à savoir Si je reste (un peu) et La Fidélité.
En 2019, elle préside le jury de la compétition internationale du 72e Festival de Locarno.
En 2023, elle est sélectionnée en Compétition au Festival de Cannes avec L'Été dernier. Le film sort en septembre de la même année. Il est le remake du film danois Dronningen, dont les droits avaient été achetés par le producteur Saïd Ben Saïd.

### Affaire Rocancourt

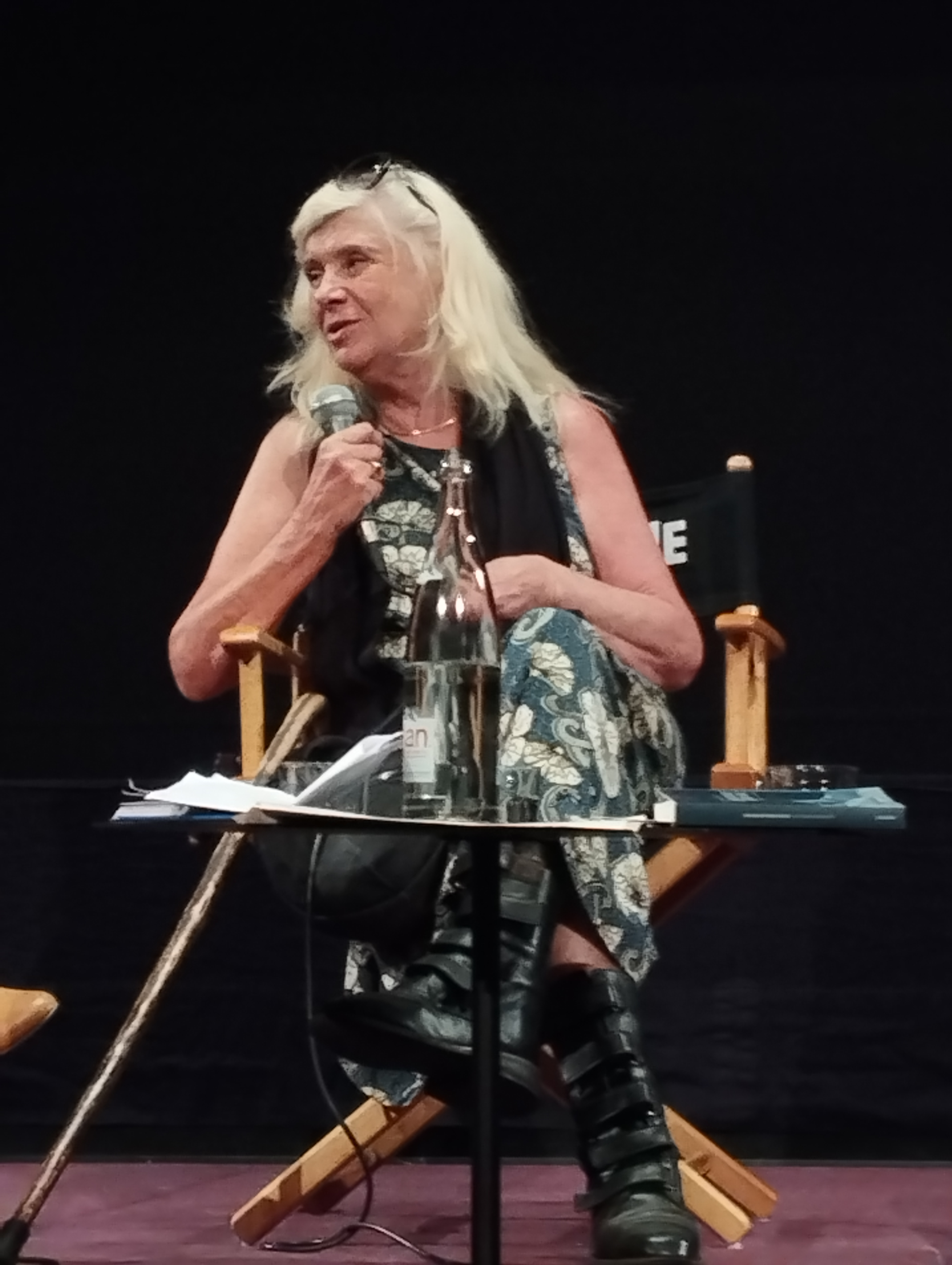
Catherine Breillat lors d'une discussion à la Cinémathèque française, en septembre 2023.

Alors qu'elle projette de réaliser un film intitulé Bad Love, écrit pour Naomi Campbell qui devait en être la vedette, elle contacte Christophe Rocancourt pour tenir l'un des rôles principaux aux côtés du mannequin britannique. Le film ne pourra cependant pas se monter, Rocancourt étant refusé par le producteur Flach Film.
La cinéaste révèle en juillet 2009 avoir été victime d'une escroquerie de la part de Rocancourt qui, profitant de son handicap et de sa faiblesse, lui aurait soutiré des chèques pour plus de 850 000 euros,. Jugé et reconnu coupable d'abus de faiblesse, Rocancourt est condamné le 17 février 2012 à seize mois d'emprisonnement dont huit fermes assortis d'un contrôle judiciaire, ainsi qu'à une amende de 578 000 euros, mais, compte tenu de la détention provisoire déjà effectuée, il est remis en liberté le jour même. Il déclare à France info : « On donnera 20 euros par mois pendant 2 000 ans. »
La romancière publie en 2009 un livre consacré à cette affaire. Intitulé Abus de faiblesse, il a été rédigé en collaboration avec Jean-François Kervéan. Elle réalise en 2013 une adaptation cinématographique, avec Isabelle Huppert et Kool Shen, sous le même titre.

### Violences sexuelles
En août 2024, Caroline Ducey accuse la réalisatrice Catherine Breillat d’avoir organisé un viol lors du tournage de Romance en 1999. Elle déclare avoir été sous emprise de la réalisatrice à l'époque, et ne pas avoir été prévenue que les scènes de sexe seraient non simulées. Catherine Breillat dément ses accusations, et affirme qu'elle était au courant et consentante.

## Vie privée
Catherine Breillat a trois enfants : une fille avec François Wimille, éditeur, un fils avec Emmanuel Schlumberger, producteur de cinéma, et un autre fils.

## Filmographie

### Réalisatrice
- 1976 : Une vraie jeune fille
- 1979 : Tapage nocturne
- 1988 : 36 Fillette
- 1991 : Sale comme un ange
- 1995 : À propos de Nice, la suite – segment Aux Niçois qui mal y pensent
- 1996 : Parfait Amour !
- 1999 : Romance
- 2001 : À ma sœur !
- 2001 : Brève Traversée (téléfilm)
- 2002 : Sex Is Comedy
- 2004 : Anatomie de l'enfer
- 2007 : Une vieille maîtresse
- 2009 : Barbe bleue
- 2010 : La Belle Endormie (téléfilm)
- 2013 : Abus de faiblesse
- 2023 : L'Été dernier

### Scénariste
- 1975 : Catherine et Compagnie de Michel Boisrond
- 1976 : Une vraie jeune fille
- 1976 : Bilitis de David Hamilton
- 1979 : Tapage nocturne
- 1981 : La Peau (La pelle) de Liliana Cavani
- 1982 : Les Yeux, la Bouche de Marco Bellocchio

- 1985 : L'Araignée de satin de Jacques Baratier
- 1985 : Police de Maurice Pialat
- 1987 : Milan noir de Ronald Chammah
- 1987 : La Nuit de l'océan d'Antoine Perset
- 1988 : Zanzibar, de Christine Pascal
- 1988 : 36 Fillette
- 1989 : Aventure de Catherine C. de Pierre Beuchot
- 1991 : La Thune de Philippe Galland
- 1991 : Sale comme un ange
- 1993 : Couples et Amants de John Lvoff
- 1993 : Le Secret d'Elissa Rhaïs (téléfilm) de Jacques Otmezguine
- 1996 : Parfait Amour !
- 1997 : Viens jouer dans la cour des grands de Caroline Huppert (téléfilm)
- 1997 : Si je t'aime, prends garde à toi de  Jeanne Labrune
- 1999 : Romance
- 2001 : À ma sœur !
- 2001 : Brève Traversée
- 2001 : Selon Matthieu de Xavier Beauvois
- 2002 : Sex Is Comedy
- 2004 : Anatomie de l'enfer
- 2007 : Une vieille maîtresse
- 2009 : Barbe bleue
- 2010 : La Belle Endormie (téléfilm)
- 2013 : Abus de faiblesse

### Actrice
- 1972 : Le Dernier Tango à Paris de Bernardo Bertolucci
- 1973 : Une saison dans la vie d'Emmanuel de Claude Weisz (d'après Une saison dans la vie d'Emmanuel)
- 1973 : Le Dialogue dans le marécage de Michel Hermant
- 1976 : Dracula père et fils d'Édouard Molinaro
- 1982 : Dérapages de Marie-Christine Questerbert
- 2002 : Une femme de ménage de Claude Berri
- 2013 : Abus de faiblesse d'elle-même, rôle non crédité, caméo

### Autres activités
- 1976 : Une vraie jeune fille (décors, costumes, maquillage et production)
- 1982 : Les Yeux, la Bouche de Marco Bellocchio (assistante rédacteur et assistante montage)
- 2004 : Christine Angot – Catherine Breillat, Production BnF (conférence)
- 2011 : Mutantes (Féminisme Porno Punk) de Virginie Despentes (entretien)

### Divers
En 2018, le film Gaspard va au mariage d'Antony Cordier lui est dédié.

## Théâtre
- 2000 : Pornocratie. Le Pouvoir de la courtisane, texte et mise en espace de Catherine Breillat, lecture par Valérie Lang, Théâtre Gérard Philipe.

## Publications
- L'Homme facile, roman, Christian Bourgois, 1968.
- Le Silence, après..., roman, éditions François Wimille, 1970.
- Les Vêtements de mer, roman, éditions François Wimille, 1971.
- Le Soupirail, roman, éditions Guy Authier, 1974.
- Une vraie jeune fille, Denoël, 1976.
- Tapage nocturne, Mercure de France, 1979.
- Police, Albin Michel, 1985.
- 36 fillette, éditions Carrère, 1987.
- Je est un film, collectif, Association des cinémas de l'Ouest pour la recherche, 1988.
- Romance, scénario, éditions Les Cahiers du cinéma, 1999.
- Le livre du plaisir, anthologie, éditions no 1, 1999.
- À ma sœur, scénario, éditions Les Cahiers du cinéma, 2001.
- Pornocratie, récit, éditions Denoël, 2001.
- Sex Is Comedy, scénario, L'Avant-scène, 2005.
- Préface à Une vieille maîtresse de Barbey d'Aurevilly, Bartillat, 2007.
- Bad Love, roman, Léo Scheer, 2007.
- Abus de faiblesse, avec Jean-François Kervéan, témoignage, Fayard, 2009  (ISBN 9782213651699)
- La Violence au féminin, collectif, sous la direction de Claude Benoit, éditions de la Transparence, 2011.
- Je ne crois qu'en moi, entretien avec Murielle Joudet, éditions Capricci, 2023.

## Distinctions

### Nominations
- César 2024 :
  - Meilleure réalisation pour L'Été dernier
  - Meilleure adaptation

### Décoration
- Commandeur de l'ordre des Arts et des Lettres (2014)[12].